# Transponder

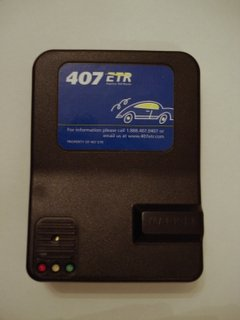
Trasponditore utilizzato per il pagamento del pedaggio sull'Ontario Highway 407

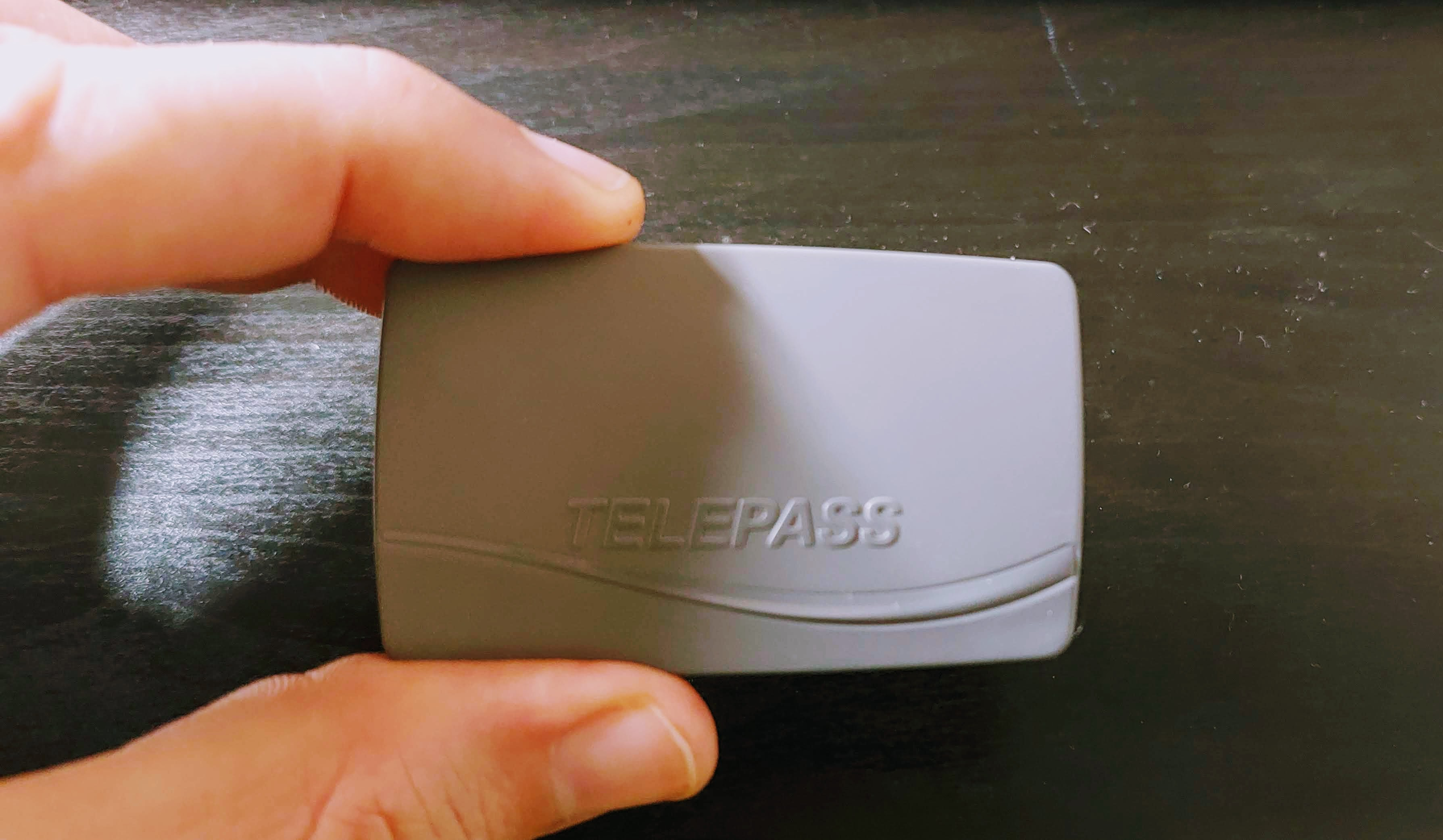
Transponder Telepass utilizzato per il pagamento del pedaggio in Italia ed Europa

Nelle telecomunicazioni, il transponder o trasponditore è un dispositivo che, alla ricezione di un segnale, ne emette uno diverso in risposta. Il termine, contrazione di transmitter responder, a volte abbreviato in XPDR, XPNDR, TPDR, ha più precisamente vari significati:
- un dispositivo automatico che riceve, amplifica e ritrasmette un segnale su una frequenza differente;
- un dispositivo automatico che trasmette un messaggio predeterminato in risposta ad un segnale ricevuto e predeterminato;
- un ricevitore-trasmettitore (ricetrasmettitore) che genera un segnale in risposta ad una specifica interrogazione;
- un dispositivo che realizza la conversione di un segnale elettrico bidirezionale (full duplex) in un segnale ottico bidirezionale (full duplex) e viceversa.

## Utilizzo
In particolare i canali dei satelliti per telecomunicazioni sono chiamati trasponditori o transponder in quanto effettuano la trasposizione del canale di ricezione (denominato uplink) con quello di trasmissione (denominato downlink). Con la televisione digitale, la compressione dei dati, il multiplexing, diversi canali video e audio possono viaggiare attraverso un singolo transponder su una singola portante a banda larga. Il segnale video analogico originale ha solo un canale per transponder, con sotto-portanti per l'audio e il servizio di identificazione a trasmissione automatica (ATIS). Le stazioni radio non-multiplexate possono viaggiare anche in modalità a singolo canale per portante (SCPC da single channel per carrier), con portanti multiple (analogiche o digitali) per transponder. Questo permette a ciascuna stazione di trasmettere direttamente al satellite, piuttosto che pagare per un intero transponder, o usare una linea fissa per inviare il satellite a una stazione terrestre per multiplexarlo con altre stazioni.
Un altro esempio di transponder si trova nei sistemi di impiego militare con i sistemi IFF (identificazione amico-nemico), in quelli per il controllo del traffico aereo e nei radar secondari (beacon radar). I transponder sono usati, in base alle norme dettate dall'ICAO, sia dagli aerei dell'aviazione militare che da quelli dell'aviazione commerciale, per identificare gli aeromobili e rendere il velivolo  visibile ai fini del traffico aereo. La maggior parte dei transponder sono in grado di trasmettere informazioni sull'altitudine, il tipo di volo e perfino la presenza a bordo di dirottatori, essi usano un codice a quattro cifre noto come transponder code o "squawk code", e serve ai controllori del traffico aereo  a far rispettare le distanze di sicurezza e le aerovie precedentemente pianificate.
I transponder sonar funzionano sott'acqua e vengono usati per misurare la distanza e formare la base della demarcatura di posizione subacquea, della tracciatura della posizione e della navigazione.